# استان قیروان
استان قیروان یکی از ۲۴ استان کشور تونس است که مرکز آن شهر قیروان است.
جمعیت این استان 551,900 نفر و مساحت آن 6,712 کیلومتر مربع است.